# Rivadiso da Fraga
Rivadiso da Fraga (en gallego y oficialmente, Ribadiso da Fraga) es una aldea española situada en la parroquia de Dormeá, del municipio de Boimorto, en la provincia de La Coruña, Galicia.

## Demografía
| Gráfica de evolución demográfica de Rivadiso da Fraga entre 2000 y 2018 |
|                                                                         |
| Datos según el nomenclátor publicado por el INE.                        |